# Горная энциклопедия
«Горная энциклопедия» («Гірнича енциклопедія») — спеціалізована енциклопедія в 5 томах, випущена видавництвом «Советская энциклопедия» в період 1984–1991 років. Присвячена гірничій справі й корисним копалинам.
Тираж різних томів становив від 44 до 56 тис. примірників. Головний редактор — Є. О. Козловський, на той час Міністр гірничої промисловості СРСР.
У 2006 році була випущена електронна версія «Гірничої енциклопедії» на компакт-диску. З 2008 року електронна версія, спільно з видавництвом «Рубрикон», доступна на спеціально створеному сайті, де до оригінальної версії додані коментарі, що відображують сучасний стан справ у гірничих науках.